# 里沃塔
里沃塔，是西班牙卡斯蒂利亚-莱昂塞戈维亚省的一个市镇。 总面积22平方公里，总人口35人（2001年），人口密度2人/平方公里。